# Les loups sont entrés dans Paris
Pistes de N°2 Bobino
La vie c'est comme une dent
Les loups sont entrés dans Paris est une chanson française écrite par Albert Vidalie, sur une musique de Louis Bessières, interprétée par Serge Reggiani.

## Histoire

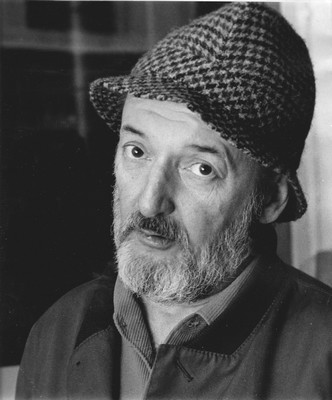
Albert Vidalie en 1968.

La chanson, écrite en 1967 par Albert Vidalie et produite par Jacques Canetti, est incluse dans le second 33 tours de Serge Reggiani, qui l'interprète la même année sur la scène de Bobino, rencontrant un fort succès,. En 1968, le titre sort en super 45 tours vendu à 50 000 exemplaires.
De l'aveu de Serge Reggiani en 1976, c'est une chanson qui « écrase » le reste de son répertoire et ne peut pas être chantée en milieu de tour de chant. 
La chanson est communément considérée comme une allégorie de l'avancée de l'armée allemande vers Paris en 1940, et une ode à la Résistance. Au cours d'un entretien radiophonique, Serge Reggiani a déclaré : « La chanson a été écrite à la suite d'un fait divers entendu à la radio, l'entrée de loups à Madrid » et le texte serait ainsi à prendre littéralement. Dans un documentaire réalisé en 2004 par Mehdi Lallaoui et consacré à la Commune de Paris, la chanson est entendue lors de la séquence évoquant l'entrée dans Paris en mai 1871 des troupes loyalistes par le sud-ouest, alors que « les loups sont entrés dans Paris, soit par Issy, soit par Ivry ».
Grâce à cette chanson, Serge Reggiani est populaire auprès des jeunes de Mai 68 : on joue Les loups sont entrés dans Paris dans les juke-box à proximité des lycées parisiens ; des anonymes la chantent dans les universités occupées. Elle est perçue comme une « chanson prophétique dans laquelle beaucoup de jeunes Français voient l'annonce du retour du fascisme ».
Selon Olivier Hussenet, ancien directeur du centre patrimonial du Hall de la chanson : « Le loup, dans notre imaginaire, n’est pas noble comme le lion, qui se bat seul. Il est la meute, mêlée à la couardise des envahisseurs. »
À la suite de l'élection présidentielle française de 2017 qui a vu la victoire d'Emmanuel Macron, le philosophe et essayiste français Michel Onfray utilise le titre complet de cette chanson pour signer un texte dénonçant la situation politique en France.

## Reprises
- En 2004, la chanson est réinterprétée par Juliette Noureddine sur le double CD de compilation Ma vie, mon œuvre (vol. 1), 20 ans, 20 chansons, ainsi que par Les Croquants, sur l'album Reprisé.
- Le chanteur HK dans son album HK présente les déserteurs l'a reprise en 2013 dans le numéro caché à la fin du CD.
- Cette chanson a été interprétée par Catherine Ringer et Patrick Bruel à la soirée de soutien à Charlie Hebdo et aux victimes de l'attentat subi par le journal, le 11 janvier 2015[14].